# Cvilín (hrad)
Cvilín (též Lobenštejn, Šelenburk nebo Šelemburk, německy Lobenstein, Schellenburg) je zřícenina hradu jihovýchodně od Krnova na Zadním Cvilínském kopci. Pozůstatky hradu jsou chráněny jako kulturní památka.

## Historie
První písemná zmínka pochází z roku 1238 a  hrad byl zmíněn pod jménem Lobenštejn. Původně zde stál dřevěný hrad v místech prehistorického hradiště, následně byl postaven hrad kamenný, který byl zničen roku 1241 nájezdem Tatarů. Do roku 1250 již byl hrad nově vystaven samotným králem. Prvním známým majitelem Cvilína byl roku 1253 Jindřich z Lobštejna. Následně se stal majitelem hradu Beneš z Benešova (později psaný ze Cvilína) z rodu Benešovců z Kravař, který byl českým králem Přemyslem Otakarem II. odměněn za statečnost při výpravě do Bavorska a to obdržením hradu Cvilín. Cvilín se tehdy psal Czwelin, později ji byl od roku 1280 uváděn Lobinstein, následně Lobenstein. Po něm ho vlastnil v roce 1280 Heřman ze Cvilína a od roku 1281 až 1288 ho vlastnil Beneš II. ze Cvilína. Koncem 13. století se hrad dostal do rukou opavského knížete. V roce 1440 se stal hrad sídlem krnovských knížat. V 15. století byl v držení opavských Přemyslovců.  Za Česko-uherských válek byl dobyt a poničen vojskem uherského krále Matyáše Korvína, který jej vlastnil do roku 1490, kdy připadl jako odúmrť českému králi Vladislavu Jagellonskému s celým Krnovským knížectvím. Následně vnesla nárok Barbora Krnovská sestra posledního majitele Jana IV. Krnovského, který se nemohl vrátit na svá původní panství po záboru uherského krále a zemřel v roce 1483. Jan II. ze Šelmberka se stal vlastníkem hradu a celého Krnovského knížectví v roce 1493 díky podpoře českého krále Vladislava Jagellonského. Správu celého Krnovska svěřil svému synovi Jiřímu ze Šelmberka, který jej vlastní od roku 1508. Jiří ze Šelmberka nechal hrad opravit. Spor mezi Přemyslovci a páni ze Šelmberka se vyřešil díky sňatku dcery Barbory Krnovské a jejího manžela Jana IV. Osvětimského, kdy si Jiří ze Šelmberka  vzal za manželku Helenu Osvětimskou. Díky Šelmberkovi získal hrad duplicitní název Šelenburk. V roce 1523 prodal Jiří ze Šelmberka Krnovské knížectví Jiřímu Braniborsko-Ansbašskému.Ten pokračoval v přestavbě hradu, která se protáhla na 30 let. V 16. století sloužil hrad jako lovecký hrádek. Následkem konfiskace přišla franské větev dynastie Hohenzollernů o Krnovské knížectví a to se stalo v roce 1622 majetkem Lichtenštejnů. Hrad Cvilín začal následkem Třicetileté války pustnout. Nejvíce utrpěly zbytky hradu roku 1861, kdy bylo její zdivo rozebráno na stavbu silnice do Petrovic. Hrad sloužil především k obraně stezky vedoucí podél řeky Opavy do Krnova a dále do Slezska. V letech 1817 – 1825 probíhaly ve zřícenině archeologické práce, byly nalezeny středověká keramika a zbytky železných předmětů. Kolem roku 1900 byl původně holý kopec zalesněn.

## Stavební podoba
Raně gotické založení vtisklo hradu ráz pevného, nepříliš rozsáhlého objektu přibližně čtvercového půdorysu, po jehož obvodu byly umístěny obytné budovy a v jihozápadním rohu válcová věž, vedle ní byl vstup do hradu. Obrannou soustavu tvořily hradby, které byly téměř po celém obvodu zdvojené s  umělým příkopem a předsunutým valem, který byl částečně prehistorického původu. Pravidelnou čtvercovou dispozici s mohutnou obvodovou hradbou širokou  až 4 metry obklopuje parkán. V jižním části nádvoří hradu stojí již jen torzo válcové věže o průměru 14 metru (největší v české části Slezska). V její bezprostřední blízkosti se nachází ve skále vylámaná studna, kterou odhalil archeologický výzkum, prováděný ve 30. letech 20. století. Na protější straně nádvoří stál  u severozápadní hradby pravděpodobně nejstarší hradní palác, ze kterého se zachovala jen suterénní část. Přistup do hradu byl přes příkop po mostě  směrem k jižnímu nároží. Ve vzdálenosti cca 250 metrů  jihovýchodně od hradu, na hraně prudce klesajícího svahu bylo umístěno předsunuté opevnění.